# Sagartia minima
Sagartia minima is een zeeanemonensoort uit de familie Sagartiidae. De anemoon komt uit het geslacht Sagartia. Sagartia minima werd in 1922 voor het eerst wetenschappelijk beschreven door Pax. 